# Zlatý glóbus za nejlepší mužský herecký výkon v seriálu (komedie / muzikál)
Zlatý glóbus za nejlepší mužský herecký výkon v seriálu (komedie / muzikál) uděluje Asociace zahraničních novinářů v Hollywoodu (angl. Hollywood Foreign Press Association zkratka HFPA) na slavnostním ceremoniálu Zlatých glóbů.
Rekordmanem v počtu cen je Alan Alda, který z jedenácti nominací vyhrál šestkrát za roli Pierce v seriálu M*A*S*H. Další rekord, který Alda drží je vítězství čtyři roky za sebou. Za ním je herec Michael J. Fox se čtyřmi cenami. Z toho tři Glóby vyhrál za sebou v letech 1998 až 2000. Za rok 1988 byli ocenění tři herci - Michael J. Fox, Judd Hirsch a Richard Mulligan. Dva roky za sebou vyhráli Alan Alda, Henry Winkler, Bill Cosby, Ted Danson a Alec Baldwin.
Následující seznam obsahuje jména vítězných herců a seriálů, za které byli oceněni. Rok u jména znamená rok, za který se cena udělovala; nikoliv rok, kdy se konal slavnostní ceremoniál. Má-li seriál český distribuční název, je uveden pod ním.

## Vítězové

### 1969–1970
- 1969: Dan Dailey - The Governor and J. J.
- 1970: Flip Wilson - The Flip Wilson Show

### 1971–1980
- 1971: Carroll O'Connor - All In the Family
- 1972: Redd Foxx - Sanford and Son
- 1973: Jack Klugman - The Odd Couple
- 1974: Alan Alda - M*A*S*H
- 1975: Alan Alda - M*A*S*H
- 1976: Henry Winkler - Happy Days
- 1977: Henry Winkler - Happy Days
- 1978: Robin Williams - Mork & Mindy
- 1979: Alan Alda - M*A*S*H
- 1980: Alan Alda - M*A*S*H

### 1981–1990
- 1981: Alan Alda - M*A*S*H
- 1982: Alan Alda - M*A*S*H
- 1983: John Ritter - Three's Company
- 1984: Bill Cosby - Cosby Show
- 1985: Bill Cosby - Cosby Show
- 1986: Bruce Willis - Měsíční svit
- 1987: Dabney Coleman - The "Slap" Maxwell Story
- 1988: Michael J. Fox - Rodinná pouta, Judd Hirsch - Dear John a Richard Mulligan - Empty Nest
- 1989: Ted Danson - Na zdraví
- 1990: Ted Danson - Na zdraví

### 1991–2000
- 1991: Burt Reynolds - Městečko Evening Shade
- 1992: John Goodman - Roseanne
- 1993: Jerry Seinfeld - Show Jerryho Seinfelda
- 1994: Tim Allen - Kutil Tim
- 1995: Kelsey Grammer - Frasier
- 1996: John Lithgow - Takoví normální mimozemštané
- 1997: Michael J. Fox - Všichni starostovi muži
- 1998: Michael J. Fox - Všichni starostovi muži
- 1999: Michael J. Fox - Všichni starostovi muži
- 2000: Kelsey Grammer - Frasier

### 2001–2010
- 2001: Charlie Sheen - Všichni starostovi muži
- 2002: Tony Shalhoub - Můj přítel Monk
- 2003: Ricky Gervais - Kancl
- 2004: Jason Bateman - Arrested Development
- 2005: Steve Carell - Kancl
- 2006: Alec Baldwin - Studio 30 Rock
- 2007: David Duchovny - Californication
- 2008: Alec Baldwin - Studio 30 Rock
- 2009: Alec Baldwin - Studio 30 Rock
- 2010: Jim Parsons - Teorie velkého třesku

### 2011–2020
- 2011: Matt LeBlanc – Epizody
- 2012: Don Cheadle – Profesionální lháři
- 2013: Andy Samberg – Brooklyn 99
- 2014: Jeffrey Tambor – Transparent
- 2015: Gael García Bernal – Mozart in the Jungle
- 2016: Donald Glover – Atlanta
- 2017: Aziz Ansari – Master of None
- 2018: Michael Douglas – Kominského metoda
- 2019: Ramy Youssef – Ramy
- 2020: Jason Sudeikis – Ted Lasso

### 2021–2030
- 2021: Jason Sudeikis – Ted Lasso
- 2022: Jeremy Allen White – Medvěd
- 2023: Jeremy Allen White – Medvěd
- 2024: Jeremy Allen White – Medvěd